# Pięciobój nowoczesny na Igrzyskach Azjatyckich 2010
Pięciobój nowoczesny na Igrzyskach Azjatyckich 2010 odbył się w dniach 23 - 24 listopada w Kantonie. 

## Program
|  | Eliminacje |  | Finały |

| Konkurencja             | Konkurencja | 23.11 | 24.11 |
| ----------------------- | ----------- | ----- | ----- |
| Indywidualnie mężczyźni |             |       |       |
| Drużynowo mężczyźni     |             |       |       |
| Indywidualnie kobiety   |             |       |       |
| Drużynowo kobiety       |             |       |       |

## Medaliści
| Konkurencja:  | 1. miejsce                                           | 2. miejsce                                 | 3. miejsce                                 |
| Indywidualnie | Cao Zhongrong                                        | Lee Choon-huan                             | Kim In-hong                                |
| Drużynowo     | Kim Ki-hyeon Jung Hwon-ho Lee Choon-huan Kim In-hong | Cao Zhongrong Xu Yunqi Liu Yanli Wang Guan | Hayato Noguchi Tomoya Miguchi Shinya Fujii |

| Konkurencja:  | 1. miejsce                              | 2. miejsce                                        | 3. miejsce                                                             |
| Indywidualnie | Miao Yihua                              | Wu Yanyan                                         | Yang Soo-jin                                                           |
| Drużynowo     | Chen Qian Miao Yihua Zhang Ye Wu Yanyan | Yang Soo-jin Kim Eun-byeol Mun Ye-rin Choi Min-ji | Galina Dolguszina Anna Szondina Ksenia Aleksandrowa Lada Jijenbalanowa |

## Wyniki

### Indywidualnie
| Miejsce | Zawodnik         | Szermierka | Pływanie | Jazda | Kombinacja | Razem |
| ------- | ---------------- | ---------- | -------- | ----- | ---------- | ----- |
|         | Cao Zhongrong    | 944        | 1368     | 1188  | 2268       | 5768  |
|         | Lee Choon-huan   | 1056       | 1272     | 1200  | 2176       | 5704  |
|         | Kim In-hong      | 916        | 1332     | 1180  | 2200       | 5628  |
| 4       | Wang Guan        | 944        | 1224     | 1192  | 2228       | 5588  |
| 5       | Kim Ki-hyeon     | 860        | 1324     | 1100  | 2280       | 5564  |
| 6       | Shinichi Tomii   | 932        | 1348     | 1176  | 2068       | 5524  |
| 7       | Hayato Noguchi   | 1028       | 1336     | 1148  | 1968       | 5480  |
| 8       | Tomoya Miguchi   | 804        | 1340     | 1100  | 2200       | 5444  |
| 9       | Liu Yanli        | 804        | 1252     | 1160  | 2152       | 5368  |
| 10      | Jung Hwon-ho     | 860        | 1284     | 932   | 2260       | 5336  |
| 11      | Anton Novikov    | 748        | 1272     | 1140  | 2172       | 5332  |
| 12      | Xu Yunqi         | 664        | 1332     | 1136  | 2172       | 5304  |
| 13      | Shinya Fujii     | 748        | 1320     | 992   | 2148       | 5208  |
| 14      | Nikita Kuznetsov | 748        | 1128     | 1148  | 1964       | 4988  |
| 15      | Nikolai Vedmed   | 608        | 1096     | 940   | 1696       | 4340  |
| 16      | Sergiej Spasow   | 692        | 1144     | 888   | 1544       | 4268  |
| 17      | Ilias Baktybekov | 692        | 1216     | 308   | 2024       | 4240  |

| Miejsce | Zawodniczka         | Szermierka | Pływanie | Jazda | Kombinacja | Razem |
| ------- | ------------------- | ---------- | -------- | ----- | ---------- | ----- |
|         | Miao Yihua          | 1000       | 1152     | 1200  | 1888       | 5240  |
|         | Wu Yanyan           | 832        | 960      | 1192  | 1968       | 4952  |
|         | Yang Soo-jin        | 916        | 1156     | 1180  | 1624       | 4876  |
| 4       | Zhang Ye            | 832        | 944      | 972   | 1980       | 4728  |
| 5       | Chen Qian           | 972        | 1124     | 628   | 1984       | 4708  |
| 6       | Narumi Kurosu       | 832        | 1128     | 1104  | 1640       | 4704  |
| 7       | Kim Eun-byeol       | 692        | 1148     | 1144  | 1652       | 4636  |
| 8       | Choi Min-ji         | 776        | 1196     | 932   | 1568       | 4472  |
| 9       | Anna Szondina       | 776        | 976      | 1164  | 1496       | 4412  |
| 10      | Mun Ye-rin          | 832        | 1124     | 1092  | 1256       | 4304  |
| 11      | Ksenia Aleksandrowa | 804        | 892      | 956   | 1608       | 4260  |
| 12      | Hitomi Seki         | 804        | 1088     | 888   | 1264       | 4044  |
| 13      | Lada Jijenbalanowa  | 932        | 1100     | 0     | 1228       | 3260  |
| 14      | Valentina Nagornaia | 736        | 1084     | 0     | 1208       | 3028  |
| 15      | Galina Dolguszina   | 804        | 972      | 808   | 0          | 2584  |
| 16      | Ekaterina Katrenko  | 552        | 608      | 0     | 348        | 1508  |

### Drużynowo
| Miejsce | Drużyna          | Szermierka | Pływanie | Jazda | Kombinacja | Razem |
| ------- | ---------------- | ---------- | -------- | ----- | ---------- | ----- |
|         | Korea Południowa | 3692       | 5212     | 4412  | 8916       | 22232 |
|         | Chiny            | 3356       | 5176     | 4676  | 8820       | 22028 |
|         | Japonia          | 3512       | 5344     | 4416  | 8384       | 21656 |
| 4       | Kirgistan        | 2796       | 4712     | 3536  | 7856       | 18900 |

| Miejsce | Drużyna          | Szermierka | Pływanie | Jazda | Kombinacja | Razem |
| ------- | ---------------- | ---------- | -------- | ----- | ---------- | ----- |
|         | Chiny            | 3636       | 4180     | 3992  | 7820       | 19628 |
|         | Korea Południowa | 3216       | 4624     | 4348  | 6100       | 18288 |
|         | Kazachstan       | 3316       | 3940     | 2928  | 4332       | 14516 |

## Klasyfikacja medalowa
| Klasyfikacja medalowa | Klasyfikacja medalowa | Klasyfikacja medalowa | Klasyfikacja medalowa | Klasyfikacja medalowa | Klasyfikacja medalowa |
| --------------------- | --------------------- | --------------------- | --------------------- | --------------------- | --------------------- |
| Miejsce               | Reprezentacja         | Złoto                 | Srebro                | Brąz                  | Razem                 |
| 1.                    | Chiny                 | 3                     | 2                     | -                     | 5                     |
| 2.                    | Korea Południowa      | 1                     | 2                     | 2                     | 5                     |
| 3.                    | Japonia               | -                     | -                     | 1                     | 1                     |
| 3.                    | Kazachstan            | -                     | -                     | 1                     | 1                     |